# Женски суд за бившу Југославију
Женски суд за бившу Југославију (од 7. до 10. маја 2015. године) састао се у Сарајеву у Босанском културном центру. Окупио је 36 жена из бивше Југославије које су сведочиле о насиљу које је над њима извршено у југословенским ратовима деведесетих година 20. века. Сведокиње су долазиле из свих земаља бивше Југославије. То је први такав суд на европском континенту, након 40 претходних женских судова одржаних у свету. Поред сведокиња чинило га је и 500 учесница из земаља насталих распадом Југославије, али и из Аргентине, Алжира, Палестине, Израела, САД, Шпаније, Италије, Шведске, Аустрије, Белгије, Велике Британије, итд.

## Женски суд као инструмент феминистичке правде
Концепт женског суда ослања се на идеју феминистичке правде која није негирање институционалне правде већ је њена допуна и преиспитивање. Директорка међународне мреже женских судова Корин Кумар сматра да женски судови позивају на писање нове историје других и другачијих, историје маргинализованих. Мрежа женских судова основана је због пораста и све бруталнијих облика насиља према женама, с једне стране, и прећуткивања видова насиља над женама, посебно силовања, које дуго није било признато за ратни злочин иако је било широко распрострањено у ратним сукобима. Због свега тога жене су се солидарно повезале у међународне нехијерархијске структуре у којима су жене жртве сарађивале са женама из академских, активистичких и уметничких кругова стварајући нове феминистичке заједнице и промишљајући постојеће моделе правде. Женски судови не доносе пресуде, већ на основу сведочења жена - жртава врше притисак на јавност да промени свој однос према злочинима према женама. Први женски суд одржан је у Пакистану 1992. године.

## Женски суд у Сарајеву
Покретање Женског суда на простору бивше Југославије иницирале су 2010: Жене женама из Сарајева (Босна и Херцеговина), Центар за женско и мировно организовање Анима из Котора (Црна Гора), Центар за женске студије и Центар за жене жртве рата из Загреба (Хрватска), Женска мрежа Косова, Центар за женске студије и Жене у црном из Београда (Србија). Ове организације формирале су Иницијативни одбор који је касније проширен на десет организација. Први женски суд на територији Европе организовале су: Покрет Мајке енклава Сребреница и Жепа, Фондација ЦУРЕ, Сарајево (Босна и Херцеговина), Центар за жене жртве рата, Центар за женске студије, Загреб (Хрватска), Центар за женско и мировно образовање Анима, Котор (Црна Гора), Женска мрежа Косова, Савет за родну равноправност, Скопје (Македонија), Женски лоби, Љубљана (Словенија), Центар за женске студије и Жене у црном, Београд (Србија).
По речима координаторке Женског суда за бившу Југославију Сташе Зајовић један од циљева суда био је да жртве прекину ћутање и да од пасивних жртава постану политички субјекти. Припреме за одржавање женског суда трајале су две године. Сведокиње су носиле процес припреме од осмишљавања до завршног скупа. Процес припреме повезао је сведокиње, активисткиње, феминистичке терапеуткиње и жене из академске заједнице.
Суд је радио кроз пет сесија одржаних 8. и 9. маја:
1. Рат против цивила (етничко/милитаристичко родно насиље) - 11 сведокиња
2. Женско тело - бојно поље (сексуални злочини у рату) - 4 сведокиње
3. Милитаристичко насиље и отпор жена - 7 сведокиња
4. Прогон другачијих у рату и миру - етничко насиље - 8 сведокиња
5. Необјављени рат: социо-економски злочин над женама и отпор жена[5] - 6 сведокиња.

Након сваке од сесија сведочења сараднице Женског суда (ЖС) тумачиле су шири политички, временски и просторни контекст извршења злочина и насиља. Сараднице су биле 11 експерткиња и један експерт: Рада Ивековић, Вјолца Краснићи, Рената Јамбрешић Кирин, Мирослава Малешевић, Сњежана Миливојевић, Маријана Сењак, Габи Мишковски, Сташа Зајовић, Снежана Обреновић, Бојан Алексов, Тања Ђурић Кузмановић и Сенка Растодер.
8. и 9. маја одржан је и вечерњи сусрет под називом ”Снага интернационалистичке женске солодарности” на којој су говориле: Наила Ајеш/Naila Ajesh (Газа, Палестина), Лили Траубман/Лily Traubman (Жене у црном, Израел), Нора Кортинас/Nora Cortinas (Мајке с Мајског трга, Аргентина).
10. маја састало се Међународно судско веће састављено од 7 еминентних регионалних правних стручњакиња, историчарки, мировних активисткиња: Весна Ракић Водинелић, Горана Млинаревић, Латинка Перовић, Весна Тершелич; као и међународних: Шарлот Банч (Charlotte Bunch), Диана Ото (Diana Otto) и Кирстен Кeмбел (Kirsten Campbell) изрекло је препоруке на основиу сведочења жена, а у вези са феминистичким моделом правде.
Завршни догађај у Сарајеву није био крај процеса креирања феминистичког модела правде и учеснице ЖС наставиле су да се састају и да раде и у наредним годинама.

## Силовање као ратни злочин
Тек након рата у Босни и Херцеговини, на основу сведочења 16 жена из Фоче пред Хашким трибуналом, силовање у рату је у судској пракси Међународног кривичног суда за бившу Југославију први пут окарактерисано као злочин против човечности у Европи. Женски суд у Сарајеву радио је без учешћа јавности да би се избегла ретрауматизација сведокиња, посебно оних које су биле жртве ратног силовања. Од свих ратних злочина силовању је на овом суду било посвећено највише пажње.